# Vilonia, Arkansas
Vilonia là một thành phố thuộc quận Faulkner, tiểu bang Arkansas, Hoa Kỳ. Năm 2010, dân số của thành phố này là 3815 người.

## Dân số
- Dân số năm 2000: 2106 người.
- Dân số năm 2010: 3815 người.